# Campionati del mondo di atletica leggera indoor 2008 - Getto del peso maschile
La gara di getto del peso maschile dei campionati del mondo di atletica leggera indoor 2008 si svolse il 7 marzo nel Palau Luis Puig di Valencia.
Alle qualificazioni parteciparono 21 atleti.

## Podio
| Pos.    | Atleta             | Nazionalità | Tempo   |
| ------- | ------------------ | ----------- | ------- |
| Oro     | Christian Cantwell | Stati Uniti | 21,77 m |
| Argento | Reese Hoffa        | Stati Uniti | 21,20 m |
| Bronzo  | Tomasz Majewski    | Polonia     | 20,93 m |

## Situazione pre-gara

### Record
Prima di questa competizione, il record del mondo indoor e il record dei campionati erano i seguenti.
| Record                | Prestazione | Atleta                      | Data e luogo                            | Competizione                     |
| --------------------- | ----------- | --------------------------- | --------------------------------------- | -------------------------------- |
| Record mondiale       | 23,12 m(o)  | Randy Barnes Stati Uniti    | 20 maggio 1990 Los Angeles, Stati Uniti | USATF Los Angeles Grand Prix     |
| Record dei campionati | 22,24 m     | Ulf Timmermann Germania Est | 7 marzo 1987 Indianapolis, Stati Uniti  | Campionati del mondo indoor 1987 |

### Campioni in carica
I campioni in carica a livello mondiale erano:
| Campione        | Atleta                  | Prestazione | Data e luogo                   | Competizione                     |
| --------------- | ----------------------- | ----------- | ------------------------------ | -------------------------------- |
| Olimpico        | Adam Nelson Stati Uniti | 21,16 m(o)  | 18 agosto 2004 Atene, Grecia   | Giochi della XXVIII Olimpiade    |
| Mondiale        | Reese Hoffa Stati Uniti | 22,04 m(o)  | 25 agosto 2007 Osaka, Giappone | Campionati del mondo 2007        |
| Mondiale indoor | Reese Hoffa Stati Uniti | 22,11 m     | 12 marzo 2006 Mosca, Russia    | Campionati del mondo indoor 2006 |

### La stagione
Prima di questa gara, gli atleti con le migliori tre prestazioni dell'anno erano:
| Pos. | Atleta                         | Prestazione | Data e luogo                               |
| ---- | ------------------------------ | ----------- | ------------------------------------------ |
| 1    | Adam Nelson Stati Uniti        | 22,40 m     | 15 febbraio 2008 Fayetteville, Stati Uniti |
| 2    | Christian Cantwell Stati Uniti | 22,18 m     | 22 febbraio 2008 Warrensburg, Francia      |
| 3    | Reese Hoffa Stati Uniti        | 21,40 m     | 24 febbraio 2008 Boston, Stati Uniti       |

## Risultati

### Qualificazione
Qualificazione: gli atleti che raggiungono i 20,20 m (Q) o le migliori 12 misure (q).
| Pos. | Atleta             | Nazionalità          | 1ª prova | 2ª prova | 3ª prova | Misura  | Note                                     |
| ---- | ------------------ | -------------------- | -------- | -------- | -------- | ------- | ---------------------------------------- |
| 1    | Reese Hoffa        | Stati Uniti          | 21,49 m  |          |          | 21,49 m | Q,                                       |
| 2    | Christian Cantwell | Stati Uniti          | 19,25 m  | 20,91 m  |          | 20,91 m | Q                                        |
| 3    | Scott Martin       | Australia            | 20,12 m  | 19,85 m  | 20,83 m  | 20,83 m | Q,                                       |
| 4    | Dorian Scott       | Giamaica             | 19,56 m  | 20,62 m  |          | 20,62 m | Q,                                       |
| 5    | Rutger Smith       | Paesi Bassi          | 19,96 m  | 19,60 m  | 20,30 m  | 20,30 m | Q                                        |
| 6    | Peter Sack         | Germania             | 20,27 m  |          |          | 20,27 m | Q                                        |
| 7    | Tomasz Majewski    | Polonia              | 19,89 m  | 20,23 m  |          | 20,23 m | Q                                        |
| 8    | Hamza Alić         | Bosnia ed Erzegovina | 19,36 m  | 20,00 m  | 19,96 m  | 20,00 m |                                          |
| 9    | Pavel Sofin        | Russia               | 19,71 m  | 19,95 m  | 19,95 m  | 19,95 m |                                          |
| 10   | Miran Vodovnik     | Slovenia             | 19,26 m  | 18,84 m  | 19,94 m  | 19,94 m |                                          |
| 11   | Carl Myerscough    | Regno Unito          | 19,86 m  | x        | x        | 19,86 m | Miglior prestazione personale stagionale |
| 12   | Milan Haborák      | Slovacchia           | 19,80 m  | x        | x        | 19,80 m |                                          |
| 13   | Manuel Martínez    | Spagna               | 19,56 m  | 19,64 m  | 19,75 m  | 19,75 m | Miglior prestazione personale stagionale |
| 14   | Dylan Armstrong    | Canada               | 19,56 m  | x        | 19,03 m  | 19,56 m |                                          |
| 15   | Robert Häggblom    | Finlandia            | 19,56 m  | x        | 19,42 m  | 19,42 m |                                          |
| 16   | Yuriy Bilonoh      | Ucraina              | 19,02 m  | x        | -        | 19,02 m |                                          |
| 17   | Kim Christensen    | Danimarca            | 17,95 m  | 17,87 m  | 18,26 m  | 18,26 m |                                          |
| 18   | Ivan Emilianov     | Moldavia             | 18,16 m  | 18,70 m  | x        | 18,16 m |                                          |
| 19   | Marco Fortes       | Portogallo           | x        | 17,96 m  | x        | 17,96 m |                                          |
| 20   | Chang Ming-Huang   | Taipei cinese        | 17,73 m  | x        | x        | 17,73 m |                                          |
|      | Andrei Mikhnevich  | Bielorussia          | 20,58 m  |          |          | 20,58 m | Q                                        |

### Finale
| Pos     | Atleta             | Nazionalità | 1ª prova | 2ª prova | 3ª prova | 4ª prova | 5ª prova | 6ª prova | Risultato | Note                                     |
| ------- | ------------------ | ----------- | -------- | -------- | -------- | -------- | -------- | -------- | --------- | ---------------------------------------- |
| Oro     | Christian Cantwell | Stati Uniti | 21,14 m  | 21,19 m  | 21,59 m  | x        | 21,77 m  | 21,69 m  | 21,77 m   |                                          |
| Argento | Reese Hoffa        | Stati Uniti | 20,31 m  | 21,20 m  | 20,74 m  | x        | x        | x        | 21,20 m   |                                          |
| Bronzo  | Tomasz Majewski    | Polonia     | x        | 20,78 m  | 20,93 m  | x        | x        | x        | 20,93 m   | Record nazionale                         |
| 4       | Rutger Smith       | Paesi Bassi | 20,75 m  | 20,78 m  | x        | x        | x        | x        | 20,78 m   |                                          |
| 5       | Dorian Scott       | Giamaica    | 20,03 m  | 20,12 m  | 20,05 m  | x        | 20,29 m  | x        | 20,29 m   |                                          |
| 6       | Scott Martin       | Australia   | 18,96 m  | 20,13 m  | x        | x        | x        | 19,54 m  | 20,13 m   |                                          |
| 7       | Peter Sack         | Germania    | 19,95 m  | 19,94 m  | 19,67 m  | 19,96 m  | 20,05 m  | x        | 20,05 m   |                                          |
|         | Andrei Mikhnevich  | Bielorussia | 20,58 m  | 20,66 m  | x        | 20,39 m  | 20,60 m  | 20,82 m  | 20,82 m   | Miglior prestazione personale stagionale |